# Marco W. – 247 Tage im türkischen Gefängnis
Marco W. – 247 Tage im türkischen Gefängnis ist ein deutsches Filmdrama aus dem Jahr 2011, das unter der Regie von Oliver Dommenget von der Produktionsfirma Zeitsprung Entertainment GmbH realisiert wurde. Im Mittelpunkt des Films steht die reale Geschichte von Marco Weiss, der 2007 wegen des Vorwurfs von sexuellem Missbrauch einer 13-jährigen Britin während des Türkeiurlaubs verhaftet wurde und 247 Tage im türkischen Gefängnis verbringen musste. Der Fernsehfilm basiert auf seinem Buch Meine 247 Tage im türkischen Knast. 
Die deutschsprachige Erstausstrahlung erfolgte am 22. März 2011 um 20:15 Uhr auf Sat.1.

## Handlung

### Überblick
Der 17-jährige Marco Weiss verbringt mit seinen Eltern unbeschwert den Urlaub an der türkischen Riviera. Doch am letzten Ferientag platzt das Idyll, als Marco wegen des Vorwurfs des sexuellen Missbrauchs des minderjährigen britischen Mädchens Carolina von den türkischen Behörden verhaftet wird. Die folgenden 247 Tage muss der deutsche Jugendliche die Untersuchungshaft unter menschenunwürdigen Bedingungen in einem türkischen Gefängnis verbringen. Wegen eines Übersetzungsfehlers im ersten Verfahren wird der 17-Jährige in der Ausländerzelle mit 30 erwachsenen Schwerverbrechern eingesperrt. Immer wieder steht er vor Gericht, jedes Mal wird das Verfahren aufgrund der fehlenden schriftlichen Zeugenaussage von Carolina vertagt. Auch der türkische Richter und die Staatsanwaltschaft sind nicht von seiner Unschuld überzeugt. Nach etwa acht Monaten Haft schließlich darf der Minderjährige nach Deutschland ausreisen. Währenddessen wird das Verfahren ohne ihn fortgesetzt.

### Ausführlich
Marco W. verbringt mit seinen Eltern Martina und Ralf zum wiederholten Mal einen entspannten Urlaub in einem türkischen 5-Sterne-Hotel. Am letzten Urlaubstag muss der 17-jährige Marco in einem Polizeirevier den türkischen Beamten Fragen zur letzten Nacht mit dem 13-jährigen britischen Mädchen Carolina, das er in den Ferien kennengelernt hat, beantworten. Nachdem auch das Mädchen angehört wurde, wird Marco offiziell verhaftet und wegen des Verdachts des sexuellen Missbrauchs in einem örtlichen Gefängnis inhaftiert.
Am nächsten Tag wird der Deutsche zum ersten Mal vor ein Gericht gestellt. Dort gibt Marco zwar zu, sexuellen Kontakt mit Carolina gehabt zu haben, doch weder mit ihr Geschlechtsverkehr gehabt noch sie missbraucht zu haben. Wegen eines Übersetzungsfehlers versteht die türkische Richterin, dass er mit ihr Sex gehabt hat, und beschließt, ihn vier Wochen bis zur ersten richtigen Verhandlung in Untersuchungshaft zu behalten. So wird er zu 30 erwachsenen Verbrechern in die Ausländerzelle des antalyanischen Gefängnis gesperrt, wo er von einigen, teilweise deutschsprachigen, Insassen freundlich, von anderen weniger respektvoll aufgenommen wird. Auf Anraten des Kellners vom Hotel, der bei der ersten Anhörung dabei war, hält Marco gegenüber seinen Mithäftlingen die echten Anschuldigungen der Justiz geheim und behauptet stattdessen, einen Wachmann verprügelt zu haben.
Währenddessen nehmen sich seine Eltern trotz ihrer finanziell angespannten Situation einen Anwalt. Dieser verschafft ihnen die Möglichkeit, Marco für zehn Minuten in Haft zu besuchen, welche die beiden sofort wahrnehmen. Nach dem Besuch wollen sie die menschenunwürdigen Verhältnisse der Unterbringung öffentlich machen, doch der Rechtsanwalt überzeugt sie, Stillschweigen zu bewahren, um den Stolz der türkischen Justiz nicht zu verletzen und dadurch weder die Haftbedingungen noch das Gerichtsverfahren für ihren Sohn negativ zu beeinflussen. Dennoch erfahren Journalisten von der Verhaftung und versuchen hartnäckig Marcos Mutter Martina W. und seinen Bruder Sascha in Deutschland zu erreichen. Beide blocken die Versuche der Kontaktaufnahme durch die deutsche Presse ab. Trotzdem erscheinen erste Berichte in den deutschen Medien.
Nachdem eine Kaution abgelehnt wurde und der Verhandlungstermin um weitere vier Wochen nach hinten verschoben worden ist, beginnt nach 58 Tagen Haft die erste Verhandlung, wobei die Öffentlichkeit ausgeschlossen wird. Obwohl Marco im Verlauf des Verfahrens von dem türkischen Arzt, der Carolina untersucht hat, entlastet wird, vertagt sich das Gericht, da die Zeugenaussage der Minderjährigen noch nicht in übersetzter und schriftlicher Form dem Richter vorliegt.
Um ihren Sohn schneller aus dem Gefängnis holen und die enormen Kosten finanzieren zu können, geht die Familie von Marco mit dem Fall erstmals an die Öffentlichkeit. Durch ihren neuen Medienberater können sie Kapital aus dem riesigen Medieninteresse schlagen. Auch im türkischen Fernsehen wird Marco interviewt. Durch diese intensive Berichterstattung erhält der nun schon seit 76 Tagen Inhaftierte einen „Sonderstatus“ unter den Häftlingen und Wärtern. Er wird in eine neu erbaute Einzelzelle verlegt, auch um im Gericht einen gesunden Eindruck zu hinterlassen.
Die nächsten sechs Monate gibt es weitere vier Verhandlungen, die jedes Mal eine größere Berichterstattung hinterlassen und trotz eines weiteren Anwalts des Beschuldigten wieder vertagt werden. Gleichzeitig werden in Deutschland durch Marcos Bruder Sascha zur Unterstützung seines inhaftierten Bruders Mahnwachen organisiert und eine Internetseite eingerichtet. Schließlich beginnt am 14. Dezember 2007, nach 247 Tagen Untersuchungshaft, die siebte Verhandlung, in deren Verlauf entschieden wird, dass Marco Weiss ohne Auflagen aus der Untersuchungshaft zu entlassen und ohne ihn das Verfahren fortzuführen sei. Noch am gleichen Tag fliegt Marco mit seinem Vater nach Deutschland, wo er von seiner Familie erwartet wird.

## Hintergrund
Der Film basiert auf der wahren Geschichte von Marco Weiss, die er in seinem Buch Meine 247 Tage im türkischen Knast festhielt und als Vorlage für den Film diente.  Die Filmrechte sicherten sich Ica und Michael Souvignier mit ihrer Produktionsfirma Zeitsprung Entertainment GmbH im Frühjahr 2010. Das Drehbuch wurde von Johannes W. Betz in enger Zusammenarbeit mit der Familie Weiss entwickelt und fernsehtypisch verdichtet. Als Regisseur wurde Oliver Dommenget verpflichtet, der mit den Produzenten schon den Film Böseckendorf – Die Nacht, in der ein Dorf verschwand realisierte. 
Drehbeginn war wenige Monate nach dem Erwerb der Filmrechte im Mai 2010. Viele Szenen entstanden auf Malta, in der Türkei wurde nicht gedreht. So entstanden alle in der Türkei spielenden Außenaufnahmen, wie die in der Hotelanlage, die Einstellungen vor dem Gericht, dem Polizeirevier oder den Gefängnissen auf der Insel. Alle anderen Drehorte lagen in Norddeutschland um Hamburg und Marco Weiss’ tatsächlichem Wohnort Uelzen. Wichtige Locations des Dramas waren auch Buchholz in der Nordheide, wo der Gerichtssaal in einer Schule aufgebaut wurde und einige Außenaufnahmen von der Arbeitsstelle von Marcos Mutter entstanden. Die Innen- und Außenaufnahmen des Wohnhauses der Familie Weiss entstanden in Seevetal. Die Ausländerzelle des Gefängnisses von Antalya wurde in Ramelsloh errichtet. Ende der Dreharbeiten war Mitte Juni 2010.
Nicht alle real existierenden Personen tragen in dem Film die richtigen Namen, so wurde Marcos Vater, der im richtigen Leben mit Nachnamen Jahns heißt, des Verständnisses halber in Ralf Weiss umbenannt. Das britische Mädchen wurde von Charlotte in Carolina umbenannt, unter anderem auch wegen rechtlicher Bedenken von Sat.1 und Zeitsprung und um Persönlichkeitsrechte nicht zu verletzen. Auch wurden einige Häftlinge im türkischen Gefängnis zu einer Person zusammengefasst und außerdem einige Eigenschaften hinzuentwickelt.
Erschaffen wurde der Spielfilm nicht allein von der Zeitsprung Entertainment GmbH, sondern in Koproduktion mit der AZ Media TV und SevenOne International GmbH. Gefördert wurde der Film, der am 14. März 2011 im Filmcasino München seine Premiere feierte, durch die Nordmedia Fonds GmbH sowie mit Mitteln des Landes Niedersachsen und mit Unterstützung der Investitions- und Förderbank Niedersachsen, zudem durch die Malta Cash Incentive.

### Dokumentation: Der Fall Marco
Die Dokumentation mit dem Namen Der Fall Marco W. wurde ebenfalls von der Produktionsfirma Zeitsprung realisiert und am 22. März 2011 im Anschluss an den Spielfilm in Sat.1 ausgestrahlt. Gedreht wurde sie teilweise gleichzeitig zu den Hauptdreharbeiten von Marco W. – 247 Tage im türkischen Gefängnis im Sommer 2010, einige Szenen entstanden aber auch im Herbst 2010. Die Reportage berichtet über die Familie Weiss, wie sie die Zeit des Gefängnisaufenthaltes erlebt hat. Zudem werden Personen aus dem Umfeld der englischen Jugendlichen interviewt. Die Familie von Charlotte wollte sich zu den Vorkommnissen nicht äußern.

## Rezension

### Kritiken
Tilmann Tp. Gangloff von Kino.de urteilt: „Unter der Regie von Oliver Dommenget ist ein Film entstanden, der mit einem erstaunlich niedrigen Kolportage-Anteil auskommt […] Die Länge von 110 Minuten ist völlig angemessen. Obwohl nach dem Prolog im Grunde nicht mehr viel passiert, vermeiden Buch und Regie jeden Leerlauf.[…] Veronica Ferres und Herbert Knaup spielen die Eltern routiniert und verkörpern ihre Hilflosigkeit und Verzweiflung überzeugend. Herausragend ist die Leistung des jungen Vladimir Burlakov. Gerade in den diffizilen gefühlvollen Szenen, die bei übertriebener Interpretation leicht ins Kitschige abgleiten können, wirkt Burlakov erstaunlich souverän. […] Enorm zur Authentizität des Films trägt auch die Fremdsprachlichkeit bei.“
Christopher Keil aus der Redaktion der Süddeutschen Zeitung resümiert: „Marco W. bezieht sich ausschließlich auf das Buch von Marco Weiss, das nach seiner Freilassung erschien. Was soll dabei herauskommen? Eine "Nummer sicher", persönlichkeitsrechtlich wie künstlerisch. Kein Film, der verschlossene Räume ausleuchtet, die Vergangenheit oder die Monate nach der Heimkehr des Schülers. […] Verfilmungen dieser Art sind eine Flucht, sie riskieren wenig und rechnen mit Zuneigung. Und wer will die schon Marco W. verweigern?“
Nikolaus von Festenberg von Spiegel Online lobt: „Der Regie (Oliver Dommenget) und dem Buch von Johannes W. Betz gelingt es in diesem beinahe zu Tode boulevardisierten Fall, den Kern der Tragödie wiederherzustellen. Das ist alles andere als das Zuschminken von Abgründen. Erst wenn man die anschließend auf Sat.1 gezeigte Dokumentation Der Fall Marco W sieht, entdeckt man, wie man die Geschichte anders, allerdings spekulativer, erzählen und dabei den Faden und den Mittelpunkt verlieren hätte können.“

„Souverän entwickeltes (Fernseh-)Drama nach einem authentischen Fall, der im Jahr 2007 die deutsche Öffentlichkeit bewegte. Trotz aller emotionalen Aufladung des Sujets bleibt der Film eng am autobiografischen Bericht des Jugendlichen und übt sich eher in dezenter Zurückhaltung als plakativ Emotionen zur Schau zu stellen.“

### Quoten
Der Fernsehfilm erreichte bei seiner Erstausstrahlung mit 2,51 Millionen der 14- bis 49-jährigen Zuschauern und 20,3 % Marktanteil die höchsten Einschaltquoten in der Hauptsendezeit. Beim Gesamtpublikum wurden im Durchschnitt 4,87 Millionen Zuschauer gemessen, der Marktanteil lag bei 15,8 %.

### Auszeichnungen
- Bayerischer Fernsehpreis 2011 für Vladimir Burlakov in der Kategorie Nachwuchsförderpreis[12]
- Nominierung für den Günter-Strack-Fernsehpreis 2011 für Vladimir Burlakov[13]
- Nominierung für den Deutschen Fernsehpreis 2011 in der Kategorie Bester Schauspieler für Vladimir Burlakov

## Veröffentlichungen
Der Spielfilm erschien einen Tag nach seiner Erstausstrahlung am 23. März 2011 als DVD und Blu-ray Disc im Handel. Vertrieben wird das Drama mit einem zusätzlichen Making-of von Lighthouse Home Entertainment. Die Filmmusik wurde am 22. März 2011 veröffentlicht.